# Косарева, Антонина Леонтьевна
Антонина Леонтьевна Косарева (род. 19 мая 1933) — передовая ткачиха фабрики «Шуйский пролетарий» Шуйского района Ивановской области. В некоторых источниках указана как Герой Социалистического Труда.

## Биография
Родилась 19.05.1933, девичья фамилия Денисова.
После окончания школы ФЗО (1949) работала ткачихой на фабрике «Шуйский пролетарий», г. Шуя Ивановской области. Окончила вечернюю школу и заочное отделение техникума (1966).
В феврале 1963 г. довела часовую выработку станка до 12768 уточин, что на 40 % превышает плановую производительность. За это достижение награждена орденом Ленина.
Её почин был одобрен Постановлением Президиума Всесоюзного Центрального Совета Профессиональных Союзов от 19 апреля 1963 года.
Совершенствуя организацию труда, в июне 1964 года перешла на обслуживание 6 станков вместо 4, что позволило увеличить сменную выработку ещё на 25 %.
С 1966 года — зам. директора фабрики по экономическим вопросам. Позже работала секретарём Шуйского горкома КПСС.
С 1971 до выхода на пенсию в 1988 году — секретарь ЦК профсоюза текстильной и легкой промышленности.
Депутат Верховного Совета РСФСР двух созывов (1959—1968).
Старший сын — Олег. Младший сын — Александр (21.02.1962, погиб в конце 2014) — поэт, автор книги стихов.